# مهدی احمدی گرکانی
مهدی احمدی گَرَکانی (۱۳۲۵–۱۳۷۳) تهیه‌کنندهٔ سینما سینما اهل ایران بود.
احمدی در ۱۳۴۵ مدیریت سینما برلیان و در ۱۳۶۱ مدیریت سینما مرجان را به عهده گرفت.

## فیلم‌شناسی
| سال  | عنوان         | کارگردان      |
| ---- | ------------- | ------------- |
| ۱۳۶۱ | دادا          | ایرج قادری    |
| ۱۳۶۲ | تفنگدار       | جمشید حیدری   |
| ۱۳۶۶ | مکافات        | منوچهر مصیری  |
| ۱۳۶۸ | عبور از غبار  | پوران درخشنده |
| ۱۳۶۸ | دستمزد        | مجید جوانمرد  |
| ۱۳۶۸ | بچه‌های طلاق   | تهمینه میلانی |
| ۱۳۶۹ | افسانه آه     | تهمینه میلانی |
| ۱۳۷۰ | دیگه چه خبر!؟ | تهمینه میلانی |

## جوایز
- برندهٔ سیمرغ بلورین بهترین فیلم برای فیلم بچه‌های طلاق (۱۳۶۸) در هشتمین دورهٔ جشنوارهٔ فیلم فجر